# طيار
الطيار هو الشخص الذي يقود طائرة ويوجد صنفان من الطيارين.
- الطيارون العسكريون، وهم ينقسمون حسب اختصاصاتهم على القوات البرية، الجوية أو البحرية ويلحق بهذا التصنيف الطيارين العاملين في المجالات الأمنية الشرطة والدفاع المدني ; يقودون في العادة طائرات قتالية أو للمهام الخاصة.[1][2][3]
- الطيارون المدنيون، يمكن ان يشغلوا عدة مهن أهمها مهنة طيار الخطوط التجارية، وهو مكلف بقيادة طائرة للنقل الخاص (شحن أو ركاب مسافرون)، ولكن أيضا هناك عدة مهام مثل مدرب طيران.

## ترخيص الطيار
يطلب من الطيار ساعات طويلة من التدريب، والتي تختلف تبعا للبلد المعني. الخطوة الأولى من المهنة هي الحصول على رخصة طيار خاص (PPL). الخطوة التالية هي إما رخصة أجهزة الطيران (IR)، أو رخصة طيران طائرة ذات عدة محركات (MEP). وبعدها إذا كان الطيار يريد امتهان الطيران يجب عليه أيضًا الحصول على رخصة طيار تجاري (CPL). كما أن قبطان طائرة في بعض الخطوط أو البلدان يجب أن يحصل على رخصة طيار نقل جوي (ATPL).